# Jägarbrännvin

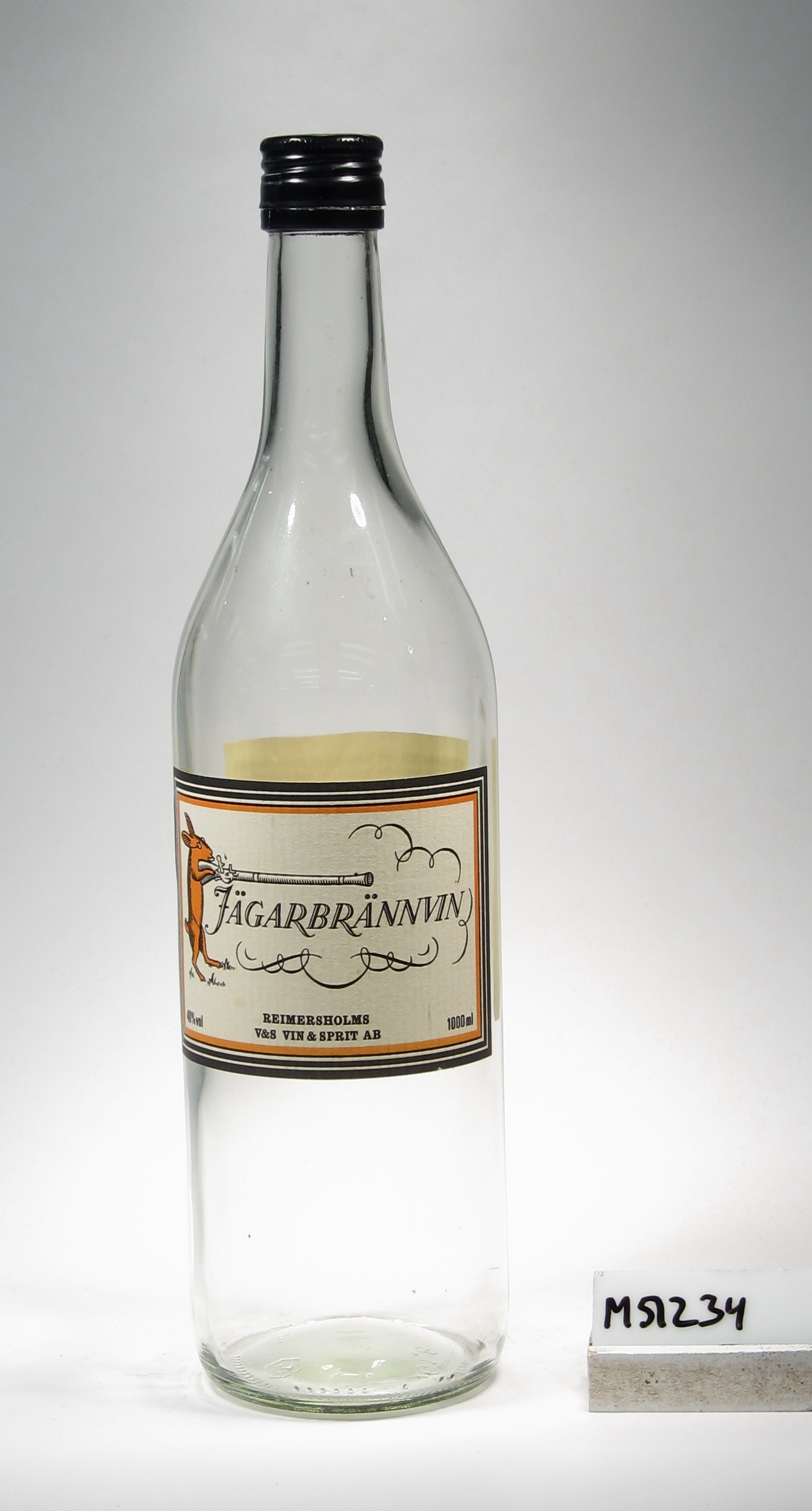
Flaska som innehållit Jägarbrännvin.

Jägarbrännvin var ett klassiskt svenskt brännvinsmärke.

## Historia
Det ursprungliga jägarbrännvinet komponerades av den entusiastiske jägaren Carl Fredrik Hyltén-Cavallius i Sandvik i Småland under början av 1900-talet. Efter jakten brukade han bjuda sitt jaktlag på brännvin blandat med eau-de-vie och sherry. 1927 erhöll statliga Vin & Sprit rätt att tillverka brännvinet enligt Hyltén-Cavallius recept och gjorde detta fram till 1955. Detta år upphörde tillverkningen efter påstötningar från Svenska Jägareförbundet som ogillade kopplingen mellan jakt och alkohol.
1997 hade Jägareförbundet dock ändrat uppfattning och bad tvärtom Vin & Sprit att återuppliva märket, vilket också skedde. Det "nya" jägarbrännvinet salufördes i gammaldags hellitersbutelj och med likadan etikett som föregångaren. Det ingick i det ordinarie sortimentet i enstaka butiker men såldes främst genom beställningssortimentet.
Nyproduktionen stötte dock snabbt på patrull. Det tyska företaget Mast-Jägermeister AG hade under perioden jägarbrännvin legat nere registrerat de svenska rättigheterna till alla former av spritdrycker med prefixet "jäger-" och ansåg att Vin & Sprit begick varumärkesintrång. Ärendet gick till domstol där Mast-Jägermeister förlorade i såväl Stockholms tingsrätt som Svea hovrätt. Högsta domstolen kom däremot till motsatt slutsats och avkunnade den 9 maj 2003 dom (mål nr T 2982-1) till Mast-Jägermeisters förmån. Till följd av detta drog Vin & Sprit den 31 oktober samma år in Jägarbrännvin.
Alltjämt finns dock ett flertal tillverkare av kryddblandningar för egen kryddning av brännvin som saluför blandningar under namnet "Jägarbrännvin" liksom recept på hur man själv kryddar snaps av denna typ.

## Etiketten

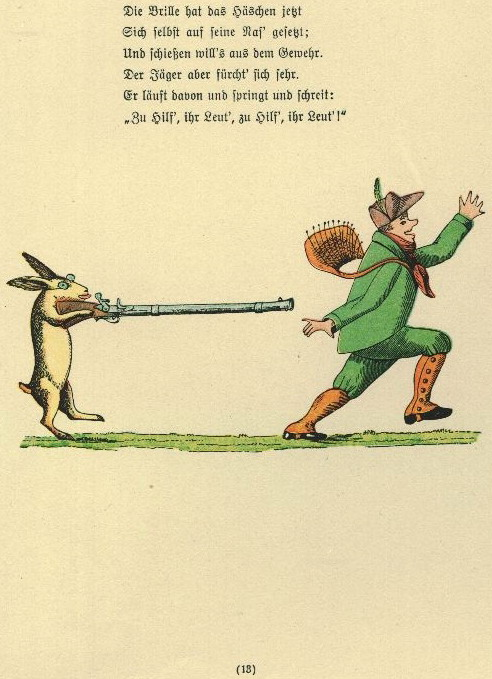
Ur barnboken Julbocken eller Pelle Snusk.

Etiketten hade hämtat bilden med haren som jagar jägaren från berättelsen "Händelsen med den vilde jägaren" som ingår i boken Julbocken eller Pelle Snusk (1849), en känd barnbok under andra halvan 1800-talet. Berättelsen handlar om en trött harjägare som lägger sig att vila i solen och somnar. Då smyger sig haren fram och tar såväl glasögon som bössa, och plötsligt är rollerna ombytta. Etiketten till Jägarbrännvin illustrerades av Ludvig Jonatan (Jonas) Jägbring.